# Skate America 2013
Skate America 2013 – pierwsze w kolejności zawody łyżwiarstwa figurowego w cyklu Grand Prix 2013/2014. Zawody odbywały się od 18 do 20 października 2013 roku w hali Joe Louis Arena w Detroit.
Zwycięzcą wśród solistów został Japończyk Tatsuki Machida, a najlepszą solistką została jego rodaczka Mao Asada. W rywalizacji par tanecznych tytuł sprzed roku obronili Meryl Davis i Charlie White. Zwycięstwem Rosjan Tetiany Wołosożar i Maksima Trańkowa zakończyły się zmagania par sportowych.

## Wyniki

### Soliści

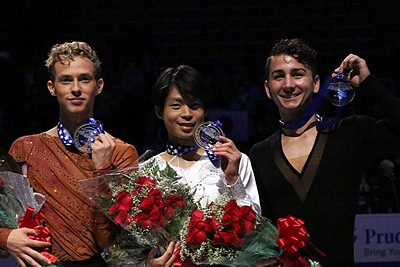
Medaliści w konkurencji solistów, od lewej: Adam Rippon (USA), Tatsuki Machida (JPN), Max Aaron (USA)

| Poz. | Zawodnik          | Nota łączna | SP | SP    | FS | FS     |
| ---- | ----------------- | ----------- | -- | ----- | -- | ------ |
| 1    | Tatsuki Machida   | 265,38      | 1  | 91,18 | 1  | 174,20 |
| 2    | Adam Rippon       | 241,24      | 3  | 83,78 | 3  | 160,98 |
| 3    | Max Aaron         | 238,36      | 6  | 75,78 | 2  | 162,45 |
| 4    | Daisuke Takahashi | 236,21      | 5  | 77,09 | 4  | 159,12 |
| 5    | Jason Brown       | 231,03      | 2  | 77,71 | 6  | 147,25 |
| 6    | Takahiko Kozuka   | 230,95      | 4  | 77,75 | 5  | 153,20 |
| 7    | Alexander Majorov | 208,72      | 7  | 74,97 | 8  | 133,75 |
| 8    | Artur Gaczinski   | 208,16      | 8  | 69,81 | 7  | 138,35 |

### Solistki

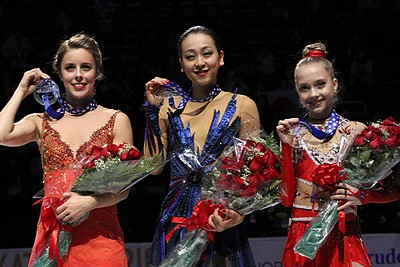
Medalistki w konkurencji solistek, od lewej: Ashley Wagner (USA), Mao Asada (JPN), Jelena Radionowa (RUS)

| Poz. | Zawodniczka              | Nota łączna | SP | SP    | FS | FS     |
| ---- | ------------------------ | ----------- | -- | ----- | -- | ------ |
| 1    | Mao Asada                | 204,55      | 1  | 73,18 | 1  | 131,37 |
| 2    | Ashley Wagner            | 193,81      | 2  | 69,26 | 2  | 124,55 |
| 3    | Jelena Radionowa         | 183,95      | 3  | 67,01 | 4  | 116,94 |
| 4    | Jelizawieta Tuktamyszewa | 176,75      | 9  | 53,20 | 3  | 123,55 |
| 5    | Samantha Cesario         | 167,98      | 8  | 53,51 | 5  | 114,47 |
| 6    | Maé-Bérénice Méité       | 167,35      | 7  | 55,84 | 6  | 111,51 |
| 7    | Valentina Marchei        | 156,79      | 4  | 59,25 | 7  | 97,54  |
| 8    | Viktoria Helgesson       | 152,34      | 5  | 58,80 | 8  | 93,54  |
| 9    | Elene Gedewaniszwili     | 149,44      | 6  | 56,68 | 9  | 92,76  |
| 10   | Caroline Zhang           | 110,12      | 10 | 45,76 | 10 | 64,36  |

### Pary sportowe

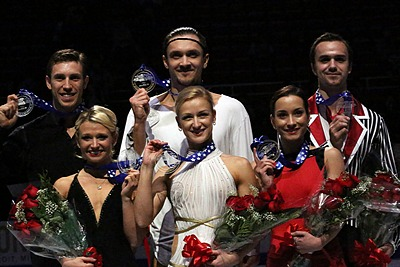
Medaliści w konkurencji par sportowych, od lewej: Moore-Towers / Moscovitch (CAN), Wołosożar / Trańkow (RUS), Stołbowa / Klimow (RUS)

| Poz. | Zawodnicy                               | Nota łączna | SP | SP    | FS | FS     |
| ---- | --------------------------------------- | ----------- | -- | ----- | -- | ------ |
| 1    | Tetiana Wołosożar / Maksim Trańkow      | 237,71      | 1  | 83,05 | 1  | 154,66 |
| 2    | Kirsten Moore-Towers / Dylan Moscovitch | 208,45      | 2  | 71,51 | 2  | 136,94 |
| 3    | Ksienija Stołbowa / Fiodor Klimow       | 187,35      | 3  | 64,80 | 3  | 122,55 |
| 4    | Caydee Denney / John Coughlin           | 182,43      | 6  | 62,06 | 4  | 120,37 |
| 5    | Stefania Berton / Ondřej Hotárek        | 180,27      | 4  | 63,85 | 5  | 116,42 |
| 6    | Marissa Castelli / Simon Shnapir        | 177,11      | 5  | 62,56 | 6  | 114,55 |
| 7    | Felicia Zhang / Nathan Bartholomay      | 168,42      | 7  | 55,83 | 7  | 112,59 |
| 8    | Margaret Purdy / Michael Marinaro       | 146,28      | 8  | 50,26 | 8  | 96,02  |

### Pary taneczne

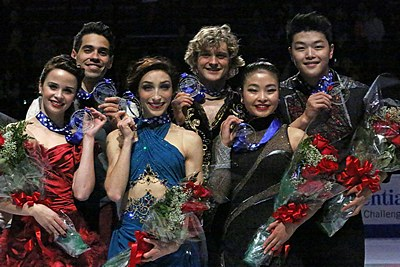
Medaliści w konkurencji par tanecznych, od lewej: Cappellini / Lanotte (ITA), Davis / White (USA), Shibutani / Shibutani (USA)

| Poz. | Zawodnicy                             | Nota łączna | SD | SD    | FD | FD     |
| ---- | ------------------------------------- | ----------- | -- | ----- | -- | ------ |
| 1    | Meryl Davis / Charlie White           | 188,23      | 1  | 75,70 | 1  | 112,53 |
| 2    | Anna Cappellini / Luca Lanotte        | 168,49      | 2  | 69,88 | 2  | 98,61  |
| 3    | Maia Shibutani / Alex Shibutani       | 154,47      | 3  | 61,26 | 3  | 93,21  |
| 4    | Madison Hubbell / Zachary Donohue     | 152,98      | 4  | 60,71 | 4  | 92,27  |
| 5    | Cathy Reed / Chris Reed               | 136,13      | 6  | 54,28 | 5  | 81,85  |
| 6    | Pernelle Carron / Lloyd Jones         | 135,70      | 7  | 54,10 | 6  | 81,60  |
| 7    | Isabella Tobias / Deividas Stagniūnas | 134,67      | 8  | 53,17 | 7  | 81,50  |
| 8    | Julija Złobina / Aleksiej Sitnikow    | 133,76      | 5  | 54,53 | 8  | 79,23  |